# Protoproutia albisignatus
Protoproutia albisignatus là một loài bướm đêm trong họ Geometridae.